# Inayat Khan
Hazrat Inayat Khan (Vadodara, 5 luglio 1882 – Nuova Delhi, 5 febbraio 1927) è stato un mistico, musicista e scrittore indiano.

## Biografia
Nato e cresciuto in una famiglia dedita alla musica, si distinse anch'egli come abile musicista. Spinto dal suo maestro ad armonizzare l'Oriente e l'Occidente per la sua musica, dopo essersi avvicinato e appassionato al Sufismo, emigrò nel 1910 negli Stati Uniti d'America, e successivamente in Europa, per diffondere la filosofia sufi.
Fondò la "Universal Sufism", un movimento spirituale basato sull'unità di tutti i popoli e di tutte le religioni. Il suo messaggio universale della Divina Unità, il Tawḥīd, predicava l'amore, la pace, l'armonia e la libertà spirituale, mostrando l'efficacia del Sufismo per il pubblico occidentale del tempo.
Tornato in India nel 1926, vi morì l'anno successivo.
I suoi discepoli ne divulgarono i pensieri, raccolti in libri come Il messaggio, Note di musica silenziosa e Perle dell'oceano invisibile.

## Famiglia
Hazrat Inayat Khan era discendente, dalla parte della nonna materna, della casata di Hyder Ali e di Fateh Ali Tipu, condottieri indiani che si scontrarono a più riprese con gli inglesi nelle Guerre anglo-mysore.
Durante i suoi viaggi, incontrò a New York Ora Ray Baker, che divenne sua moglie nel 1913 assumendo il nome di Ameena Begum. La coppia ebbe quattro figli:
- Noor Inayat Khan, scrittrice e operatrice radio per lo Special Operations Executive durante la seconda guerra mondiale.
- Vilayat Inayat Khan, divenuto capo dell'Ordine Inayati alla morte del padre.
- Hidayat Inayat Khan, musicista, direttore d'orchestra e ambasciatore dell'Ordine Inayati.
- Khair un-Nisa "Claire" Khan.

## Opere
- Hazrat Inayat Khan, Note di musica silenziosa. Dal "Gayan", traduzione di Gisela Craig, Lanciano, Carabba, 1925.
- Hazrat Inayat Khan, In un roseto d'oriente. Un messaggio sufi sull'amore, l'armonia e la bellezza, traduzione di Enrichetta Pedrazzoli Cavazzoni, Roma, Edizioni Mediterranee, 1988, ISBN non esistente.
- Hazrat Inayat Khan, La divina sinfonia. Un messaggio sufi sull'armonia del pensiero divino, traduzione di Enrichetta Pedrazzoli Cavazzoni, Roma, Edizioni Mediterranee, 1989, ISBN non esistente.
- Hazrat Inayat Khan, La cura della salute. Principi terapeutici dei sufi, traduzione di Renèe A. Neumann, Roma, Edizioni Mediterranee, 1992, ISBN 88-272-0156-4.
- Hazrat Inayat Khan, L'alchimia della felicità. Il vero scopo della vita, traduzione a cura dell'International Translation Committee del Movimento sufi internazionale, Roma, Edizioni Mediterranee, 1996, ISBN 88-272-1176-4.
- (EN) Hazrat Inayat Khan, The Mysticism of Sound, Banff, Ekstasis Editions, 2003, ISBN 1-896860-11-7.
  -  Il misticismo del suono. Musica e suono come espressione dell'Armonia Divina, traduzione di Enrichetta Pedrazzoli Cavazzoni, Roma, Edizioni Mediterranee, 1988, ISBN 9788827210420.
- Hazrat Inayat Khan, Il messaggio. L'anima da e verso dove, Torino, Marco Valerio, 2010, ISBN 978-88-7547-286-3.
- (EN) Hazrat Inayat Khan, A Sufi Message of Spiritual Liberty, New York, Cosimo, 2011, ISBN 978-1-61640-527-4.